# Robert L. Carroll
Robert L. Carroll CM FRSC, né le 5 mai 1938 et mort le 8 avril 2020, est un paléontologue des vertébrés américano-canadien spécialisé dans les amphibiens et reptiles du Paléozoïque et du Mésozoïque.

## Biographie
Robert "Bob" Lynn Carroll est enfant unique et grandit dans une ferme près de Lansing, dans le Michigan. Il est initié à la paléontologie par son père peu après son cinquième anniversaire, et à l'âge de huit ans, il décide qu'il veut être paléontologue des vertébrés. La même année, il reçoit comme cadeau de Noël le fémur gauche d'un Allosaurus, cadeau d'Edwin Harris Colbert, à qui son père a parlé de son intérêt,. Au cours de son adolescence, ses parents l'emmènent dans de nombreux voyages de chasse aux fossiles dans le Wyoming et le Dakota du Sud.
Après le lycée, il part à l'Université d'État du Michigan, où il obtient un B.Sc. en 1959, se spécialisant en Géologie. De là, il part à l'Université Harvard où il étudie la biologie et la paléontologie sous Alfred Sherwood Romer pour sa maîtrise (1961) et son doctorat (1963). Carroll est le dernier élève de Romer,. Sa thèse de doctorat porte sur ce qui est maintenant connu sous le nom de Dissorophoidea, un groupe d'amphibiens paléozoïques qui sont souvent considérés comme les parents les plus proches des amphibiens actuels,, bien qu'ils puissent également être des tétrapodes souches,.
Après avoir obtenu son doctorat, Carroll obtient une bourse postdoctorale du conseil national de recherches du Canada (CNRC) au Musée Redpath de l'Université McGill à Montréal (1962-1963), puis un poste postdoctoral de la Fondation nationale pour la science (NSF) au Musée d'histoire naturelle de Londres. Pendant ce temps, il étudie les restes de tétrapodes des «souches d'arbres» de lycopodes pennsylvaniens à Joggins, en Nouvelle-Écosse (une variété de temnospondyles, de microsaures et d'amniotes basaux). La plupart de ces documents sont recueillis et étudiés pour la première fois par John William Dawson, le premier principal de l'Université McGill, au XIXe siècle.
De retour de Londres, Carroll rejoint en 1964 l'Université McGill en tant que conservateur de la géologie au Musée Redpath et devient conservateur de la paléontologie des vertébrés l'année suivante,. À McGill, il est professeur adjoint de zoologie de 1964 à 1969, professeur agrégé de biologie de 1969 à 1974, professeur titulaire à partir de 1974 et est nommé professeur Strathcona de zoologie en 1987,. De 1985 à 1991, il est directeur du Musée Redpath. En 2003, il prend sa retraite et devient professeur émérite.
Carroll meurt le 8 avril 2020 à Westmount, au Québec, des complications de la COVID-19.

## Recherche scientifique
Carroll est un auteur prolifique et étudie de nombreux sujets majeurs dans la paléontologie et l'évolution des vertébrés. Il est surtout connu pour ses travaux sur les origines et l'évolution précoce des amphibiens, et des reptiles,,,, et publie de nombreux articles sur les lépospondyles,,,, qui ont été diversement considérés comme les ancêtres des amphibiens ou des premiers reptiles. Dans le même ordre d'idées, il publie également de nombreux articles de synthèse examinant l'évolution des tétrapodes sur terre,,,. Il publie également sur les reptiles marins,,.
Il publie un certain nombre de livres, dont Vertebrate Paleontology and Evolution (1988), qui reste un manuel phare, Patterns and Processes of Vertebrate Evolution (1997) et The Rise of Amphibians: 365 Million Years of Evolution. (2009). Il est co-auteur d'un autre manuel, Paleontology (1998) et d'un volume du Handbook of Paleoherpetology on lepospondyls (1998). Il édite également un volume de la série Amphibian Biology sur l'histoire évolutive des amphibiens (2000).
Plusieurs taxons portent le nom de Carroll, notamment le poisson téléostéen Mahengecharax carrolli, les « microsaures » Bolterpeton carrolli (aujourd'hui synonyme du parareptile Delorhynchus) et Carrolla craddocki, et le captorhinide Opisthodontosaurus carrolli. Il est honoré d'un festschrift en 2003.
Carroll reçoit un grand nombre de prix, dont le Prix Charles-Schuchert de la Société de paléontologie (1978), dont il est l'un des premiers récipiendaires, la médaille Elkanah Billings de l'Association géologique du Canada (1991), la médaille Willet G. Médaille Miller de la Société royale du Canada (2001), dont il est nommé membre honoraire en 1993, et la Médaille Romer-Simpson de la Société de paléontologie des vertébrés (2004), l'honneur le plus prestigieux de la société et est nommé membre de l'Ordre du Canada (2019),. Carroll est également président de la Society of Vertebrate Paleontology de 1982 à 1983. Le prix Carroll de la Société canadienne de paléontologie des vertébrés porte son nom.
Carroll est souvent crédité comme étant le « père de la paléontologie canadienne des vertébrés » parce que de nombreux paléontologues canadiens contemporains peuvent retracer leur formation universitaire jusqu'à lui. Carroll supervise de nombreux étudiants diplômés, dont beaucoup dirigent ensuite avec succès leurs propres laboratoires de recherche, notamment Jason Anderson (Université de Calgary), Michael Caldwell (Université de l'Alberta), Philip John Currie (Université de l'Alberta) et Robert Reisz (Université de Toronto).